# سولوميا كروشيلنيتسكا

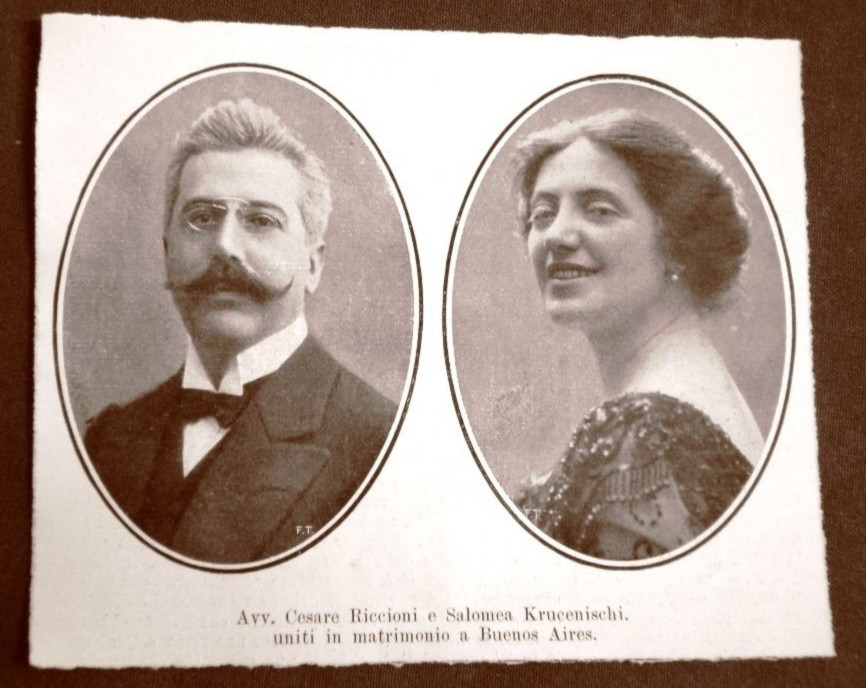
سولوميا كروشيلنيتسكا وزوجها سيزار ريتشيوني.

سولوميا أمفروسيفنا كروشيلنيتسكا (بالأوكرانية: Соломія Амвро́сіївна Крушельницька) (مواليد 23 سبتمبر 1872 – 16 نوفمبر 1952) فنانة أوكرانية، تُعَد واحدة من ألمع نجوم الأوبرا في النصف الأول من القرن العشرين.
خلال حياتها، اُعتُرِف بسولوميا كروشلنيتسكا كواحدة من أبرز المغنيات في العالم. من بين العديد من الجوائز والتكريمات التي حصلت عليها، حصلت سولوميا على لقب «ديفا فاغنر» من القرن العشرين. غنت على نفس المسرح مع إنريكو كاروسو، وفيودور شاليابين. قدم الملحن الإيطالي جاكومو بوتشيني سولوميا كروشيلنيتسكا مع صورته مع نقش «الفراشة الأكثر جمالاً وسحراً».
وفي التقاليد الأوكرانية الحديثة، أُدرِجَت سولوميا في قائمة أشهر نساء أوكرانيا القديمة والحديثة.

## النشأة

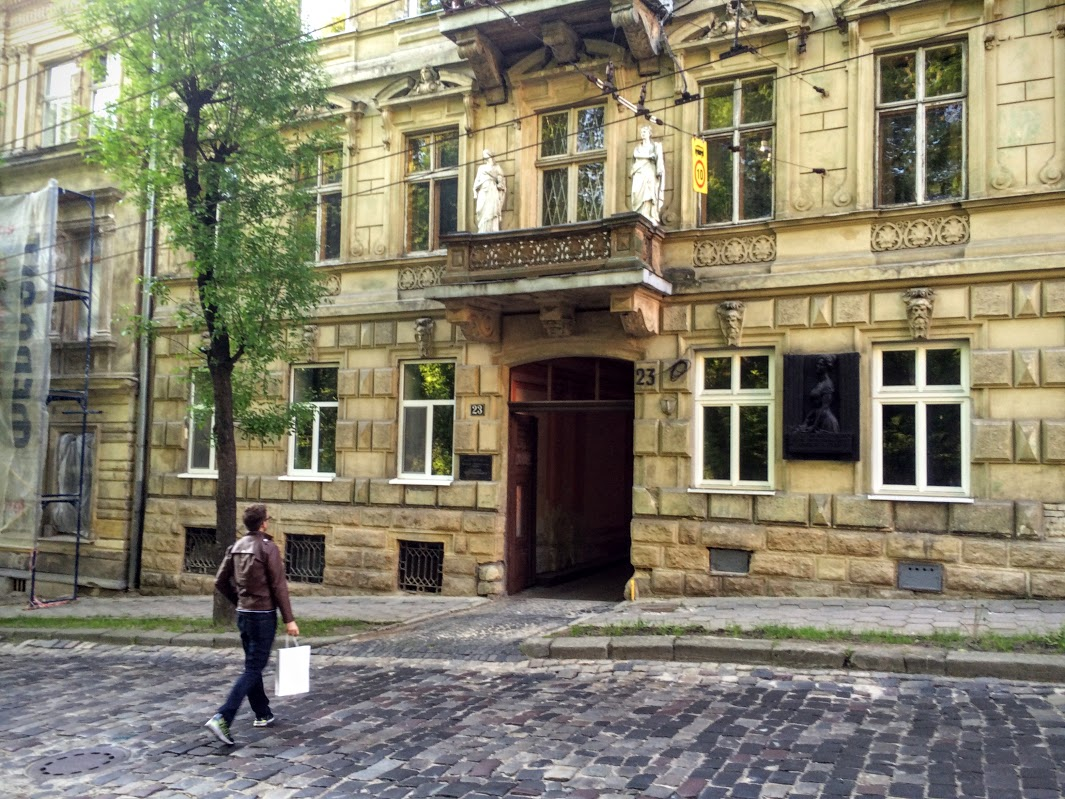
منزل سولوميا كروشيلنيتسكا في لفيف.

وُلِدَت سولوميا كروشيلنيتسكا في عام 1872، في قرية بييلاوينسي، غاليسيا، الإمبراطورية النمساوية المجرية (بيلافينتسي، أوكرانيا الآن). وبعد عدة سنوات من الانتقال من قرية إلى أخرى، استقر والدها الكاهن الأوكراني اليوناني الكاثوليكي أمبروسي فاسيليوفيتش كروشلنيتسكي (بالبولندية: Ambroży Kruszelnicki) مع عائلته الكبيرة في قرية بيلا على مشارف منطقة تيروبوليس ترنوبل الإقليمية في عام 1878، وكذلك سولوميا، شملت الأسرة النبيلة والدتها تيودورا ماريا، والأخوات أولها/أولغا، وأوزيبا، وحنا/آنا، وإميليا وماريا، والأخوان أنطون وفولوديمير.[بحاجة لمصدر] كتبت ابنة أخت سولوميا والتي تُدعى داريا/أوداركا باندريوسكا في مذكراتها أنه عندما كانت طفلة، جاءت سولوميا لتتعلم عدداً لا بأس له من الأغاني الشعبية الأوكرانية من سكان القرى التي كانت تعيش فيها أسرتها.

### الدراسة في تيرنوبيل
بدأت سولوميا الغناء في سن صغير. درست في مدرسة تيرنوبيل للموسيقى. تلقت أساسيات التدريب الموسيقي في تيرنوبيل للجمباز الكلاسيكي، حيث خضعت لامتحانات خارجية، ومن هنا أصبحت سولوميا قريبة من الفرقة الموسيقية لطلاب المدرسة الثانوية. كان أحد أعضاء فرقتها يُدعى دينيس سيشينسكي – أصبح في وقت لاحق الملحن الشهير، وهو أول موسيقي محترف في غاليسيا.
في حفلة شيفتشينكو الموسيقية في ترنوبيل في عام 1883، قدمت سولوميا أول أداء علني لها عندما غنت في جوقة مجتمع أوكرانيا بيسيدا. في إحدى حفلات الفرقة الموسيقية في 2 أغسطس 1885، كان إيفان فرانكو حاضراً.
قابلت سولوميا كروشلنيتسكا المسرح لأول مرة في تيرنوبيل. كان مسرح لفيف التابع لجمعية روسكا بيسيدا يقدم عروضه هناك من حين لآخر، وكان من بين عروض الأوبرا هناك سيمين هولاك ارتيموڤسكي ومايكولا ليسينكو. أُتيح لكروشيلنيتسكا فرصة مشاهدة مسرحية من بطولة الممثلين الدراميين فيلومينا لوباتينسكا، وأنطونينا أوسيبوفيتشيفا، وستيبان يانوفيتش، وأندري موزهيك–شتشينسكي، وميخايلو أولشانسكي، وكارولينا كليشيفسكا.

## معرض الصور

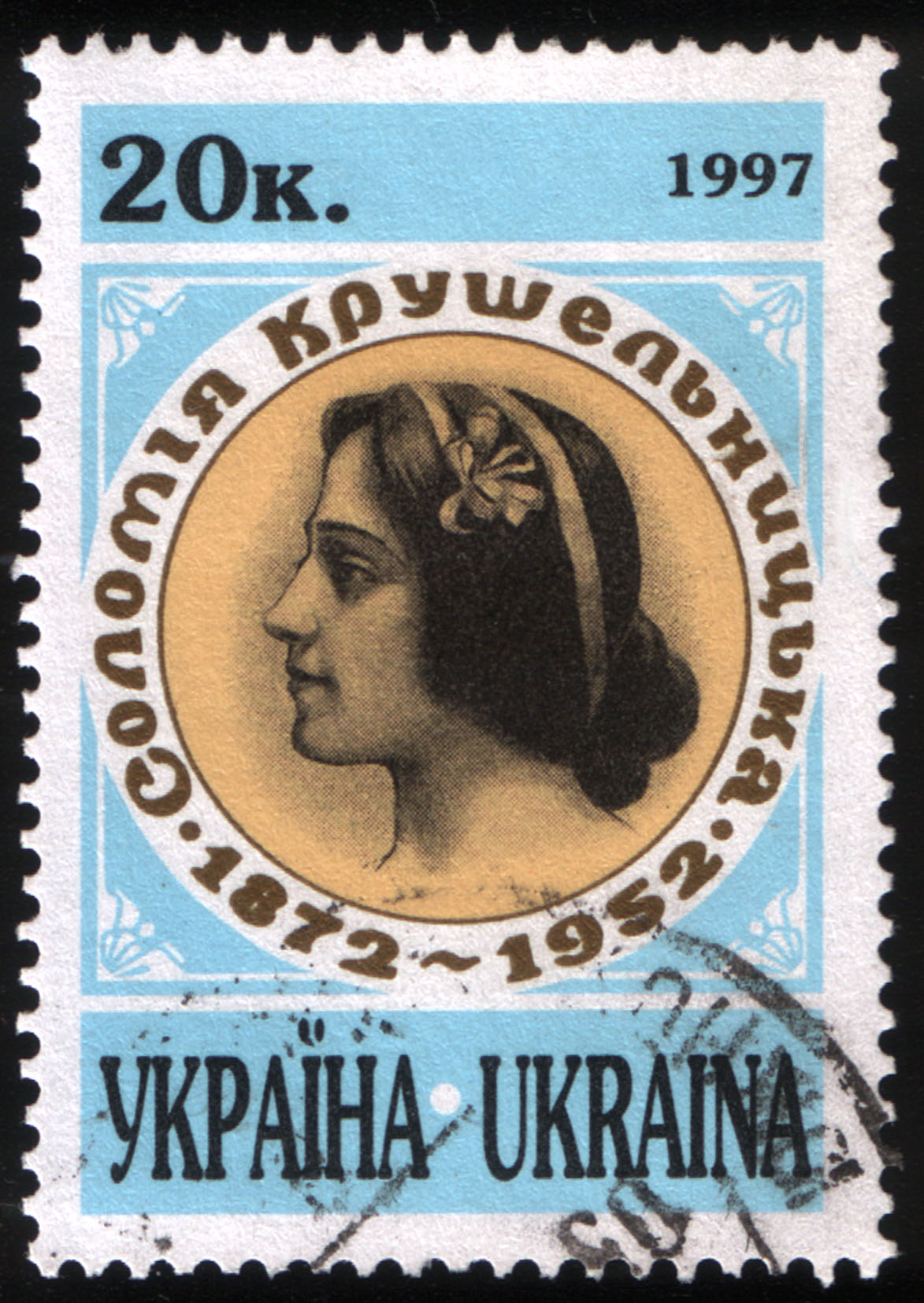
طابع بريدي أوكراني، تظهر عليه سولوميا كروشيلنيتسكا، 1997 (Michel № 219).
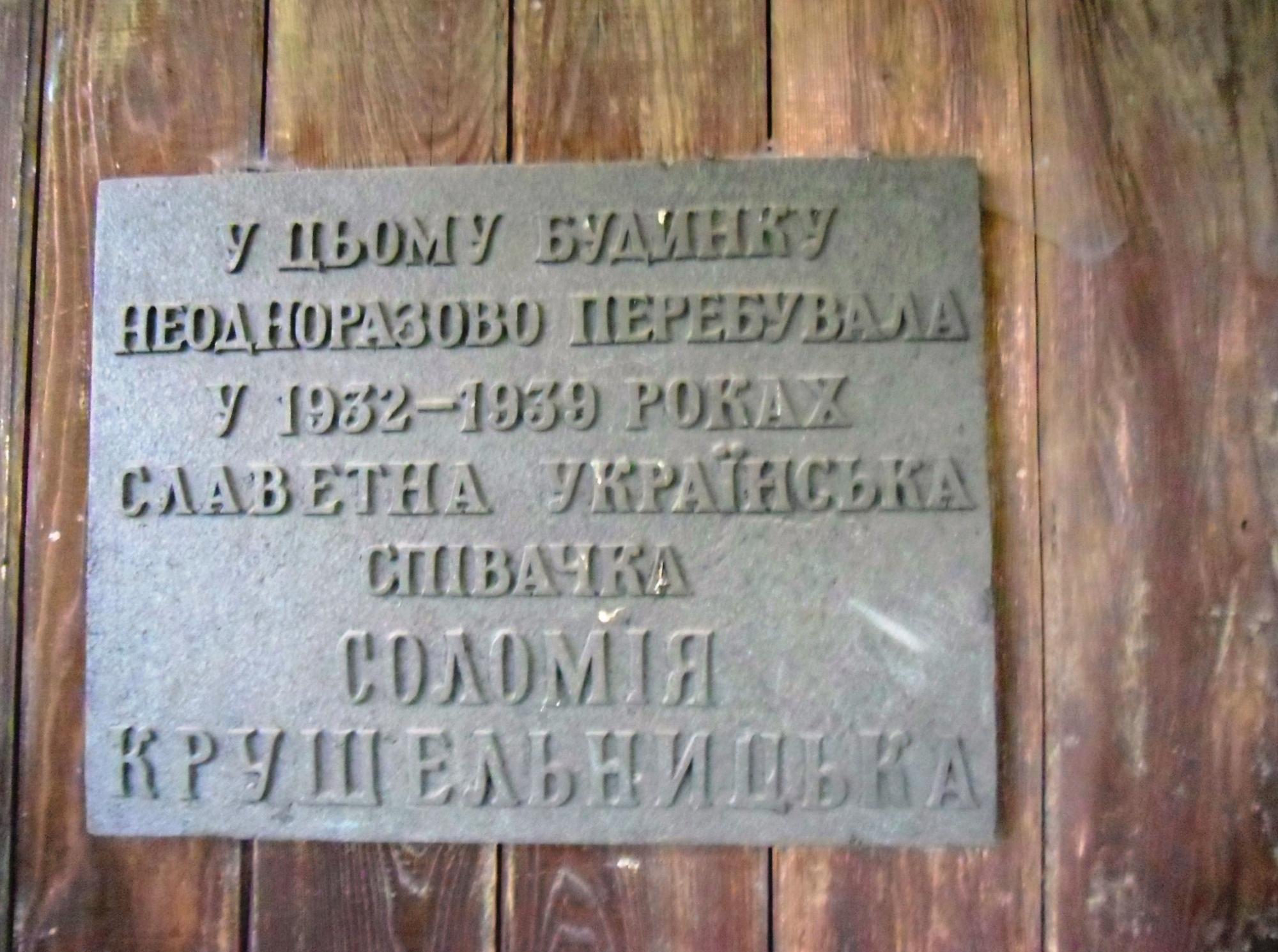
ذاكرة إقامة سولوميا كروشيلنيتسكا في قرية دوبينا.

### الملاحظات
1. ↑  أحيانًا يتم تهجئة اسمها كـ سولوميا أمبروسيفنا كروشيلنيتسكا أو سالوميا كروسينيسكي أو كروشيلنيتسكا أو كروشيلنيسكا.

## وصلات خارجية
- سولوميا كروشيلنيتسكا في مسرح لفيف للأوبرا والباليه.
- متحف سولوميا كروشيلنيتسكا التذكاري الموسيقي في لفيف نسخة محفوظة 17 سبتمبر 2016 على موقع واي باك مشين..